# Thalassius phipsoni
Thalassius phipsoni är en spindelart som beskrevs av F. O. Pickard-Cambridge 1898. Thalassius phipsoni ingår i släktet Thalassius och familjen vårdnätsspindlar. Inga underarter finns listade i Catalogue of Life.